# Gubernia witebska

Mapa guberni witebskiej 1820

Gubernia witebska (ros. Витебская губерния) – jednostka administracyjna Imperium Rosyjskiego utworzona w 1802 na miejscu województwa witebskiego sprzed 1772. Odpowiada północno-wschodniej części dzisiejszego obwodu witebskiego Białorusi a także wschodniej części Łotwy (obejmuje m.in. Dyneburg, Rzeżycę i Lucyn) oraz niektórym rejonom Rosji (Newel i Siebież — obwodu pskowskiego, Wieliż — smoleńskiego).

## Administracja i samorząd
W 1904 roku gubernia liczyła 12 miast, 41 miasteczek, 19750 wsi;
Powiaty: 
1. witebski,
2. wieliski,
3. horodecki,
4. dźwiński (dawny dyneburski),
5. drysieński,
6. lepelski,
7. lucyński,
8. newelski,
9. połocki,
10. rzeżycki,
11. siebieski.

Na terenie guberni, podobnie jak na innych terenach ziem zabranych, władze rosyjskie szczególnie długo opóźniały utworzenie samorządu terytorialnego, tzw. ziemstw. Wynikało to z obawy przed zdominowaniem ich przez miejscową ludność nierosyjską, szczególnie Polaków. Podczas gdy w innych częściach Imperium Rosyjskiego ziemstwa tworzone były już w drugiej połowie XIX wieku, w guberni witebskiej ich namiastka powstała dopiero 2 kwietnia 1903 roku. Członkowie ziemstw byli jednak wyznaczani przez administrację carską i mieli skrajnie ograniczone kompetencje. Samorząd w guberni uległ wzmocnieniu 14 marca 1911 roku, gdy ta została objęta ukazem carskim o wprowadzeniu ziemstw z 12 czerwca 1890 roku. Była to jednak jego zmodyfikowana wersja, gwarantująca dominującą pozycję Rosjan.

## Obszar
W początkach XX wieku: 38649,5 wiorst kwadratowych (według Brockhausa-Efrona) lub 39700 (według Pawlenkowa);

## Ukształtowanie terenu
Powierzchnia pofalowana, najwyżej położony pas terenu ciągnie się z guberni pskowskiej w stronę Newelu i Horodka (do 952 stóp wysokości), dalej wododziałem Dźwiny i Dniepru; część zachodnia (powiaty dźwiński, lucyński i rzeżycki) nizinna; wiele jezior (około 2500), bagien i lasów; gleba nieurodzajna, glinista i piaszczysta;

## Rzeki
Dźwina była w 1904 żeglowna na całej rozciągłości, podobnie jak jej dopływy Mieża, Kasplia, Ułła. Najważniejsze rzeki; Łuczessa, Uszacz, Usiana, Połoto i Dryssa;

## Jeziora
Z jezior najważniejsze: Łubań (112 w. kw.), Razno (75 w. kw.) i Oświejskie (49 w. kw.); bagna zajmują do 4000 w. kw.;

## Klimat
Na zachodzie łagodniejszy niż na wschodzie, Dźwina wolna od lodu przez 247 dni w roku.

## Ludność
1,669 mln 1904 lub 1,74 mln (przed 1910), z tego 237 (255) tys. w miastach.

## Skład etniczny
- 53% — Białorusini,
- 17% — Łotysze (zajmują 3 powiaty zachodnie, zwane inflanckimi (d. Inflanty Polskie): dźwiński, rzeżycki, lucyński),
- 13% — Rosjanie (gł. staroobrzędowcy)
- 11% — Żydzi
- 3% — Polacy
- 0,5% — Niemcy

## Wyznania
- prawosławni — 825.601
- katolicy — 357.309
- żydzi — 175.629
- starowierzy i sektanci — 83.022
- luteranie — 46.654
- muzułmanie — 661
- baptyści — 130
- razem — 1.489.246[2]

## Główne zajęcia ludności
74% ludności chłopskiej (rolnictwo, sadownictwo, leśnictwo), 8% w przemyśle przetwórczym;

## Przemysł
Robotników w 1903 roku 39 tys. (kopacze na kolei, prace leśne, rybołówstwo); rzemieślników — 48 tys. (wyroby z drewna, szewcy i krawcy., plecenie sieci rybackich, sukiennictwo); fabryk i zakładów 1293 z 7 tys. robotników, produkcja warta 6,5 mln rubli rocznie (1 przędzalnia lnu, 2 gorzelnie, 126 garbarni, 142 cegielnie, 424 młyny); handel mało rozwinięty i głównie miejscowy;

## Rolnictwo
Uprawiane były żyto, owies, jęczmień, kartofle; średnio w latach 1900—1904 zebrano 13,2 mln pudów żyta ozimego, 3,6 mln pudów jęczmienia, 7,2 mln pudów owsa i 20,2 mln pudów ziemniaków; rozwinięte lniarstwo; sadownictwo przemysłowe (jabłka, gruszki i śliwki); pasterstwo podupada; lasy zajmowały do 35% obszaru guberni, dużo drewna budowlanego (sosna, świerk), dużo przeróbki drewna, wzdłuż brzegów Dźwiny zachodniej — stocznie; na jeziorach rybactwo;

## Oświata
Według spisu z 1897 roku, w guberni umiejętność czytania i pisania posiadało 33% ludności powyżej 9 roku życia.
Szkoły: według Pawlenkowa 5 średnich, 9 specjalnych, 1281 niższych; według Brockhausa-Efrona razem 1667 z 61 tys. uczniów, w tym 349 szkół początkowych Ministerstwa Oświaty Ludowej, 246 szkół parafialnych, 659 szkół elementarnych, 5 średnich z 2248 uczniami, korpus kadecki, seminarium nauczycielskie, 5 seminariów duchownych, szkoła rolnicza i rzemieślnicza; 385 szkół żydowskich (z nich 23 skarbowe) z 7095 uczniami; umiejących czytać i pisać 24,5%;

## Miasta

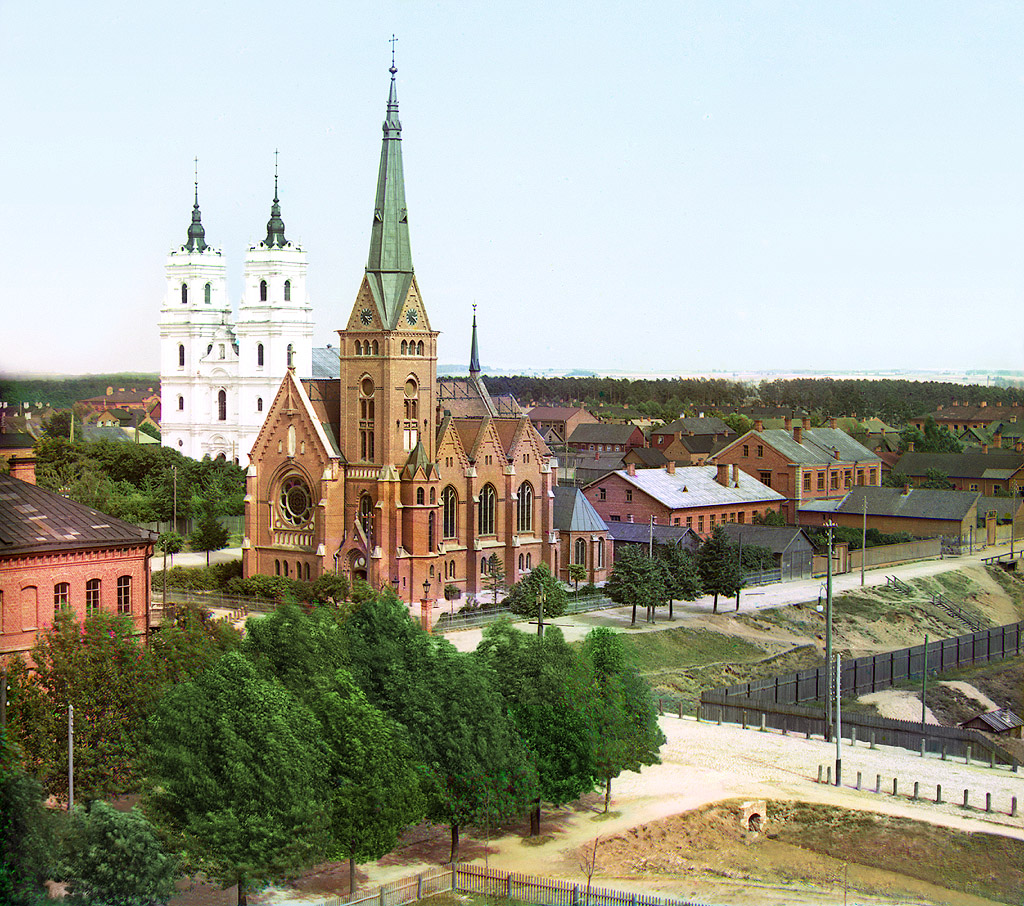
Dyneburg, 1912

Największe miasta guberni w 1897 roku na podstawie danych z carskiego spisu powszechnego oraz porównanie przynależności administracyjnej przed rozbiorami Polski oraz przynależności państwowej w międzywojniu i współcześnie:
|     | miasto             | populacja | województwo (1771) | 1930 | 2016     |
| --- | ------------------ | --------- | ------------------ | ---- | -------- |
| 1.  | Dźwińsk (Dyneburg) | 69 675    | inflanckie         |      | Łotwa    |
| 2.  | Witebsk            | 65 871    | witebskie          |      | Białoruś |
| 3.  | Połock             | 20 294    | połockie           |      | Białoruś |
| 4.  | Wieliż             | 12 193    | witebskie          |      | Rosja    |
| 5.  | Rzeżyca            | 10 795    | inflanckie         |      | Łotwa    |
| 6.  | Newel              | 9 349     | witebskie          |      | Rosja    |
| 7.  | Lepel              | 6 284     | połockie           |      | Białoruś |
| 8.  | Lucyn              | 5 140     | inflanckie         |      | Łotwa    |
| 9.  | Horodek            | 5 023     | witebskie          |      | Białoruś |
| 10. | Siebież            | 4 326     | połockie           |      | Rosja    |